# 2410 Моррісон
2410 Моррісон (2410 Morrison) — астероїд головного поясу, відкритий 3 січня 1981 року.
Тіссеранів параметр щодо Юпітера — 3,650.